# ヤマゼリ
ヤマゼリ（山芹、学名: Ostericum sieboldii）はセリ科ヤマゼリ属の多年草。別名はヤツバ、鹿児島県（姶良郡、霧島山）ではウマゼリとも呼ぶ。中国名は、山芹。

## 分布と生育環境
日本では、本州（青森県太平洋側以南）、四国、九州に分布する。特に、山地の林下、渓谷の縁、道端などの、やや湿った場所を好んで自生する。世界では、朝鮮半島、中国大陸（中国東北部の南部）に分布する。

## 特徴
一稔生の多年生草本。開花まで数年かかり、開花・結実した個体は枯れる。全草に毛はなく、セリ科特有の香りがある。茎は円柱形で中空、直立して上部は多く枝分かれし、高さは60 - 100センチメートル (cm) になる。根元から出る葉（根生葉）は長い柄がついて束生し、2、3回3出羽状複葉になり、小葉は卵形または広卵形でやや薄い。葉の縁に粗い鋸歯がある。
花期は夏から秋にかけて（7 - 10月ごろ）。茎頂か分枝した枝の先端に、小さな複散形花序を多数つけ、白い小花を傘状に多くつける。花は白色の5弁花で花弁は内側に曲がる。複散形花序の下にある総苞片、小花序の下にある小総苞片は線形から狭披針形。果実は長さ3.5 - 4ミリメートル (mm) の楕円形で、分果の背隆条は脈状で細く、側隆条は狭い翼状になる。油管は分果の表面側の各背溝下に1 - 4個、分果が接しあう合生面に4 - 8個ある。
- 茎の下部の葉
- 果実

## 利用
茎が立つ前の新芽を摘んで食用にする。採取時期は、関西地方以西が4 - 11月ごろ、関東・中部地方が4 - 10月ごろ、東北地方が5 - 9月ごろが適期とされる。摘んでも次々と若芽が出るため、春から晩秋に枯れるまでの長い間、利用できる。新芽は茹でて水にさらし、おひたし、ごま・クルミなどの和え物、酢の物、煮びたし、油炒め、佃煮にしたり、生のまま天ぷら、かき揚げ、汁の実にする。セリよりも強いクセのある香りがあり、香味野菜として利用できる。

## 下位分類
- ケヤマゼリ Ostericum sieboldii (Miq.) Nakai f. hirtulum (Hiyama) H.Hara
- ハナヤマゼリ Ostericum sieboldii (Miq.) Nakai f. roseum Hiyama

## 似ている有毒植物
湿地に生える有毒植物にドクゼリ（学名: Cicuta virosa）があり、ヤマゼリと外見が似た大型のセリ科植物である。ドクゼリにはタケノコ状の太い根茎があり、小葉の裂片が狭く長いなどの区別点がある。セリやヤマゼリにある特有の香りはなく、悪臭があるところが見分けられる。